# یوسف ادریسی
یوسف ادریسی (انگلیسی: Youssef Idrissi؛ زادهٔ ۱۹ ژانویهٔ ۱۹۸۸) بازیکن فوتبال اهل مراکش است.
از باشگاه‌هایی که در آن بازی کرده‌است می‌توان به باشگاه فوتبال لوکوموتیو صوفیه اشاره کرد.